# Aborichthys rosammai
Aborichthys rosammai, vrsta slatkovodne ribe otkrivene 2009. godine u Indiji. Pripada redu ciprinida ili šaranki. Mnogi podaci o njoj još nedostaju. 
Poznatih narodnih naziva i sinonima nema.